# Ілкай Гюндоган
Ілкай Гюндоган (нім. İlkay Gündoğan, нар. 24 жовтня 1990, Гельзенкірхен, Німеччина) — німецький футболіст турецького походження, півзахисник збірної Німеччини та «Манчестер Сіті».

## Клубна кар'єра
Вихованець юнацьких команд футбольних клубів «Гельзенкірхен-Гесслер», «Шальке 04», «Буер» та «Бохум».
У дорослому футболі дебютував 2008 року виступами за команду «Бохум-2», в якій провів лише 2 офіційні матчі. 
Привернув увагу представників тренерського штабу клубу «Нюрнберг», до складу якого приєднався 2009 року. Відіграв за нюрнберзький клуб наступні два сезони своєї ігрової кар'єри. Більшість часу, проведеного у складі «Нюрнберга», був основним гравцем команди.
До складу клубу «Боруссія» (Дортмунд) приєднався 2011 року. У своєму дебютному сезоні у Дортмунді відіграв за команду клубу 28 матчів в національному чемпіонаті, допоміг команді за результатами цього сезону 2011/12 зробити «дубль» — стати переможцем Бундесліги та володарем Кубка Німеччини.
Влітку 2016-го року офіційно став гравцем англійського «Манчестер Сіті», підписавши контракт на 4 роки і ставши першим придбанням нового менеджера команди Жузепа Гвардіоли. Трансферну суму було неофіційно оцінено у 20 мільйонів фунтів.
У новій команді починав як один з основних півзахисників, проте 14 грудня 2016 року отримав важку травму — розрив хрестоподібних зв'язок коліна, яка залишила його поза грою до кінця сезону 2016/17. Початок наступного сезону також пропустив, продовжуючи відновлення після травми. Але відновившись, отримав постійне місце у стартовому складі «Мансіті» і допоміг команді здобути чемпіонський титул сезону 2017/18.

## Виступи за збірні
2008 року дебютував у складі юнацької збірної Німеччини, взяв участь у 7 іграх на юнацькому рівні.
З 2009 року залучався до складу молодіжної збірної Німеччини. На молодіжному рівні зіграв у 10 офіційних матчах, забив 1 гол.
2011 року дебютував в офіційних матчах у складі національної збірної Німеччини. Наприкінці травня 2012 року гравця, що мав в активі лише дві гри за національну збірну, однак був складовою тогорічного подвійного тріумфу «Боруссії», було включено до заявки збірної Німеччини для участі у фінальній частині чемпіонату Європи 2012 року. Проте на континентальній першості залишався на лаві для запасних і жодного разу на поле не виходив. 
В наступному регулярно залучався до лав збірної, проте до її заявок ані на чемпіонат світу 2014, ані на Євро-2016 не потрапив.
4 червня 2018 року, був включений до заявки національної команди для участі у своїй першій світовій першості — тогорічному чемпіонаті світу в Росії.
| Дата       | Місто                   | Господарі   | Результат | Гості              | Турнір                               | Голи | Примітки |
| ---------- | ----------------------- | ----------- | --------- | ------------------ | ------------------------------------ | ---- | -------- |
| 11-10-2011 | Дюссельдорф             | Німеччина   | 3 – 1     | Бельгія            | товариський матч                     | -    | 84'      |
| 26-5-2012  | Базель                  | Швейцарія   | 5 – 3     | Німеччина          | товариський матч                     | -    | 46'      |
| 15-8-2012  | Франкфурт-на-Майні      | Німеччина   | 1 – 3     | Аргентина          | товариський матч                     | -    | 69'      |
| 14-11-2012 | Амстердам               | Нідерланди  | 0 – 0     | Німеччина          | товариський матч                     | -    |          |
| 6-2-2013   | Сен-Дені                | Франція     | 1 – 2     | Німеччина          | товариський матч                     | -    |          |
| 22-3-2013  | Астана                  | Казахстан   | 0 – 3     | Німеччина          | Відбір до ЧС 2014                    | -    | 82'      |
| 26-3-2013  | Нюрнберг                | Німеччина   | 4 – 1     | Казахстан          | Відбір до ЧС 2014                    | 1    |          |
| 14-8-2013  | Кайзерслаутерн          | Німеччина   | 3 – 3     | Парагвай           | товариський матч                     | 1    | 27'      |
| 25-3-2015  | Кайзерслаутерн          | Німеччина   | 2 – 2     | Австралія          | товариський матч                     | -    |          |
| 10-6-2015  | Кельн                   | Німеччина   | 1 – 2     | США                | товариський матч                     | -    | 60'      |
| 13-6-2015  | Фару                    | Гібралтар   | 0 – 7     | Німеччина          | Відбір до ЧЄ 2016                    | 1    | 67'      |
| 4-9-2015   | Франкфурт-на-Майні      | Німеччина   | 3 – 1     | Польща             | Відбір до ЧЄ 2016                    | -    | 53'      |
| 7-9-2015   | Глазго                  | Шотландія   | 2 – 3     | Німеччина          | Відбір до ЧЄ 2016                    | 1    |          |
| 8-10-2015  | Дублін                  | Ірландія    | 1 – 0     | Німеччина          | Відбір до ЧЄ 2016                    | -    | 85'      |
| 11-10-2015 | Лейпциг                 | Німеччина   | 2 – 1     | Грузія             | Відбір до ЧЄ 2016                    | -    |          |
| 13-11-2015 | Сен-Дені                | Франція     | 2 – 0     | Німеччина          | товариський матч                     | -    | 61'      |
| 8-10-2016  | Гамбург                 | Німеччина   | 3 – 0     | Чехія              | Відбір до ЧС 2018                    | -    | 76'      |
| 11-10-2016 | Ганновер                | Німеччина   | 2 – 0     | Північна Ірландія  | Відбір до ЧС 2018                    | -    | 46'      |
| 11-11-2016 | Серравалле              | Сан-Марино  | 0 – 8     | Німеччина          | Відбір до ЧС 2018                    | -    |          |
| 15-11-2016 | Мілан                   | Італія      | 0 – 0     | Німеччина          | товариський матч                     | -    | 84'      |
| 10-11-2017 | Лондон                  | Англія      | 0 – 0     | Німеччина          | товариський матч                     | -    | 86'      |
| 14-11-2017 | Кельн                   | Німеччина   | 2 – 2     | Франція            | товариський матч                     | -    | 65'      |
| 23-3-2018  | Дюссельдорф             | Німеччина   | 1 – 1     | Іспанія            | товариський матч                     | -    | 63'      |
| 27-3-2018  | Берлін                  | Німеччина   | 0 – 1     | Бразилія           | товариський матч                     | -    | 81'      |
| 2-6-2018   | Клагенфурт-ам-Вертерзеє | Австрія     | 2 – 1     | Німеччина          | товариський матч                     | -    | 57'      |
| 8-6-2018   | Леверкузен              | Німеччина   | 2 – 1     | Саудівська Аравія  | товариський матч                     | -    | 57'      |
| 23-6-2018  | Сочі                    | Німеччина   | 2 – 1     | Швеція             | ЧС 2018 - 1-й етап                   | -    | 31'      |
| 6-9-2018   | Мюнхен                  | Німеччина   | 0 – 0     | Франція            | Ліга націй УЄФА 2018—2019 - 1-й етап | -    | 66'      |
| 9-9-2018   | Зінсгайм                | Німеччина   | 2 – 1     | Перу               | товариський матч                     | -    | 84'      |
| 20-3-2019  | Вольфсбург              | Німеччина   | 1 – 1     | Сербія             | товариський матч                     | -    |          |
| 24-3-2019  | Амстердам               | Нідерланди  | 2 – 3     | Німеччина          | Відбір до ЧЄ 2020                    | -    | 70'      |
| 8-6-2019   | Борисов                 | Білорусь    | 0 – 2     | Німеччина          | Відбір до ЧЄ 2020                    | -    | 81'      |
| 11-6-2019  | Майнц                   | Німеччина   | 8 – 0     | Естонія            | Відбір до ЧЄ 2020                    | 1    | 53'      |
| 6-9-2019   | Гамбург                 | Німеччина   | 2 – 4     | Нідерланди         | Відбір до ЧЄ 2020                    | -    | 61'      |
| 13-10-2019 | Таллінн                 | Естонія     | 0 – 3     | Німеччина          | Відбір до ЧЄ 2020                    | 2    |          |
| 16-11-2019 | Менхенгладбах           | Німеччина   | 4 – 0     | Білорусь           | Відбір до ЧЄ 2020                    | -    |          |
| 19-11-2019 | Франкфурт-на-Майні      | Німеччина   | 6 – 1     | Північна Ірландія  | Відбір до ЧЄ 2020                    | -    |          |
| 3-9-2020   | Штутгарт                | Німеччина   | 1 – 1     | Іспанія            | Ліга націй УЄФА 2020—2021 - 1-й етап | -    | 74'      |
| 6-9-2020   | Базель                  | Швейцарія   | 1 – 1     | Німеччина          | Ліга націй УЄФА 2020—2021 - 1-й етап | 1    |          |
| 11-11-2020 | Берлін                  | Німеччина   | 1 – 0     | Чехія              | товариський матч                     | -    | кап. 46' |
| 14-11-2020 | Лейпциг                 | Німеччина   | 3 – 1     | Україна            | Ліга націй УЄФА 2020—2021 - 1-й етап | -    |          |
| 17-11-2020 | Севілья                 | Іспанія     | 6 – 0     | Німеччина          | Ліга націй УЄФА 2020—2021 - 1-й етап | -    |          |
| 25-3-2021  | Дуйсбург                | Німеччина   | 3 – 0     | Ісландія           | Відбір до ЧС 2022                    | 1    |          |
| 28-3-2021  | Бухарест                | Румунія     | 0 – 1     | Німеччина          | Відбір до ЧС 2022                    | -    |          |
| 31-3-2021  | Дуйсбург                | Німеччина   | 1 – 2     | Північна Македонія | Відбір до ЧС 2022                    | 1    | кап.     |
| 7-6-2021   | Дюссельдорф             | Німеччина   | 7 – 1     | Латвія             | товариський матч                     | 1    | 35' 61'  |
| 15-6-2021  | Мюнхен                  | Франція     | 1 – 0     | Німеччина          | ЧЄ 2020 - 1-й етап                   | -    |          |
| 19-6-2021  | Мюнхен                  | Португалія  | 2 – 4     | Німеччина          | ЧЄ 2020 - 1-й етап                   | -    | 73'      |
| 23-6-2021  | Мюнхен                  | Німеччина   | 2 – 2     | Угорщина           | ЧЄ 2020 - 1-й етап                   | -    | 29' 58'  |
| 2-9-2021   | Санкт-Галлен            | Ліхтенштейн | 0 – 2     | Німеччина          | Відбір до ЧС 2022                    | -    | 73'      |
| 5-9-2021   | Штутгарт                | Німеччина   | 6 – 0     | Вірменія           | Відбір до ЧС 2022                    | -    | 61'      |
| 8-9-2021   | Рейк'явік               | Ісландія    | 0 – 4     | Німеччина          | Відбір до ЧС 2022                    | -    |          |
| 11-11-2021 | Вольфсбург              | Німеччина   | 9 – 0     | Ліхтенштейн        | Відбір до ЧС 2022                    | 1    | 64'      |
| 14-11-2021 | Єреван                  | Вірменія    | 1 – 4     | Німеччина          | Відбір до ЧС 2022                    | 2    | 60'      |
| 26-3-2022  | Зінсгайм                | Німеччина   | 2 – 0     | Ізраїль            | товариський матч                     | -    | кап. 46' |
| 29-3-2022  | Амстердам               | Нідерланди  | 1 – 1     | Німеччина          | товариський матч                     | -    |          |
| 4-6-2022   | Болонья                 | Італія      | 1 – 1     | Німеччина          | Ліга націй УЄФА 2022—2023 - 1-й етап | -    | 69'      |
| 7-6-2022   | Мюнхен                  | Німеччина   | 1 – 1     | Англія             | Ліга націй УЄФА 2022—2023 - 1-й етап | -    | 83'      |
| 11-6-2022  | Будапешт                | Угорщина    | 1 – 1     | Німеччина          | Ліга націй УЄФА 2022—2023 - 1-й етап | -    | 69'      |
| 14-6-2022  | Менхенгладбах           | Німеччина   | 5 – 2     | Італія             | Ліга націй УЄФА 2022—2023 - 1-й етап | 1    | 88'      |
| 23-9-2022  | Лейпциг                 | Німеччина   | 0 – 1     | Угорщина           | Ліга націй УЄФА 2022—2023 - 1-й етап | -    | 69'      |
| 26-9-2022  | Лондон                  | Англія      | 3 – 3     | Німеччина          | Ліга націй УЄФА 2022—2023 - 1-й етап | 1    |          |
| 16-11-2022 | Маскат                  | Оман        | 0 – 1     | Німеччина          | товариський матч                     | -    | 65'      |
| 23-11-2022 | Ер-Раян                 | Німеччина   | 1 – 2     | Японія             | ЧС 2022 - 1-й етап                   | 1    | 67'      |
| 27-11-2022 | Ель-Хаур                | Іспанія     | 1 – 1     | Німеччина          | ЧС 2022 - 1-й етап                   | -    | 70'      |
| 1-12-2022  | Ель-Хаур                | Коста-Рика  | 2 – 4     | Німеччина          | ЧС 2022 - 1-й етап                   | -    | 55'      |
| Усього     |                         | Матчів      | 66        |                    | Голів                                | 17   |          |

## Досягнення
- Чемпіон Німеччини:

«Боруссія» (Дортмунд): 2011-12
- Володар кубка Німеччини:

«Боруссія» Д: 2011-12
- Володар Суперкубка Німеччини:

«Боруссія» Д: 2013, 2014
- Володар Кубка Ліги:

«Манчестер Сіті»: 2017-18, 2018-19, 2019-20, 2020-21
- Чемпіон Англії:

«Манчестер Сіті»: 2017-18, 2018-19, 2020-21, 2021-22, 2022-23
- Володар Суперкубка Англії:

«Манчестер Сіті»: 2018, 2019
- Володар Кубка Англії:

«Манчестер Сіті»: 2018-19, 2022-23
- Переможець Ліги чемпіонів УЄФА (1):

«Манчестер Сіті»: 2022-23